# Alcoholics Anonymous Suite

La Alcoholics Anonymous Suite (Suite Alcooliques anonymes en français) est une série de chansons du groupe de metal progressif Dream Theater. Tous les thèmes lyriques sont écrits par le batteur Mike Portnoy, et traitent de son expérience avec l'alcoolisme. Chaque chanson représente un certain nombre d'étapes du programme en douze étapes (la suite est aussi appelée the twelve step saga par Portnoy). Les chansons présentent des thèmes musicaux et lyriques récurrents. Toutes les chansons de la saga, à l'exception de Repentance, font partie des plus sombres et dures de la discographie de Dream Theater. La suite dure au total 57:27.
Cinq chansons ont été écrites pour la suite :
- The Glass Prison (Six Degrees of Inner Turbulence)
  - I. Reflection
  - II. Restoration
  - III. Revelation
- This Dying Soul (Train of Thought)
  - IV. Reflections of Reality (Revisited)
  - V. Release
- The Root of All Evil (Octavarium)
  - VI. Ready
  - VII. Remove
- Repentance (Systematic Chaos)
  - VIII. Regret
  - IX. Restitution
- The Shattered Fortress (Black Clouds and Silver Linings)
  - X. Restraint
  - XI. Receive
  - XII. Responsible

Cette dernière chanson est en fait une sorte de medley des quatre premières ; même si plusieurs éléments (musiques, mélodies vocales, ou textes) sont néanmoins nouveaux.
Dans les livrets des disques de Dream Theater dont sont extraits ces cinq morceaux, on peut lire que chacun d'entre eux sont dédicacés à Bill W. and all his friends.
Le titre de chacune des douze parties de la AA Suite commence par les lettres Re, en référence au mot rehab, qui signifie désintoxication en américain.
La chanson The Mirror (Awake) traite également des problèmes d'alcoolisme de Mike Portnoy et est considérée par plusieurs fans comme étant le prologue de la AA Suite. Dans la suite, les paroles "hello, mirror, so glad to see you my friend" reviennent plusieurs fois ; allusion évidente au morceau The Mirror. De plus, Reflections Of Reality (le titre de la quatrième partie de la saga) est une phrase déjà écrite par Mike Portnoy dans le titre The Mirror,.